# 981
981 (CMLXXXI) var ett normalår som började en lördag i den julianska kalendern.

## Händelser

### Okänt datum
- Bulgarerna anfaller det bysantinska riket.

## Födda
- Theodora Porphyrogenita, regerande kejsarinna av det bysantinska riket

## Avlidna
- Amlaíb Cuarán, kung av Northumbria och kung av Dublin.